# Гончарик, Владимир Иванович
Влади́мир Ива́нович Гонча́рик (бел. Уладзімір Іванавіч Ганчарык; род. 29 апреля 1940) — белорусский политик, депутат белорусского и советского парламента, единый кандидат от оппозиции на пост президента Беларуси на выборах 2001 года, кандидат экономических наук.

## Ранние годы
Родился 29 апреля 1940 года в селе Августово, в Логойском районе Минской области Белорусской ССР. Точная дата рождения не определена. Родители будущего политика подали заявку на регистрацию новорожденного ребёнка после окончания войны и не помнили день рождения сына. Изначально они планировали подать 1 мая, но в итоге передумали, так как вспомнили точную дату и заявили 29 апреля.
Детские годы прошли во время войны, во время которой семья Гончариков жила в землянке. После войны окончил школу с серебряной медалью в Логойске в 5 км от своего дома (имел одни пятёрки и только одну четверку в аттестате об окончании средней школы). После школы поступил на отделение экономики и сельского хозяйства института народного хозяйства. На последнем курсе женился. С женой Лилией ему довелось менять место жительства девять раз, что было обусловлено партийной карьерой. В 1961 году закончил институт с красным дипломом и начал работать экономистом, а потом заместителем главного бухгалтера совхоза «10 лет БССР» в Любанском районе Минской области.

## Карьера

#### Партийная карьера
В 1965 году ему, молодому специалисту, предложили перейти на комсомольскую работу. В 1965—1970 годах работал первым секретарём Любанского райкома ЛКСМБ. В 1970—1971 годах он был инструктор Минского обкома Коммунистической партии Беларуси. В 1971—1973 годах был вторым секретарем Дзержинского райкома КПБ. 1976—1982 годах работал заместителем начальника отдела сельского хозяйства Минского обкома КПБ и первым секретарем райкома Червенского района КПБ. С 1984 года по 1986 год занимал пост второго секретаря КПБ по Могилевской области. В это время познакомился с Василием Севостьяновичем Леоновым, с которым у него сложились дружественные отношения. В 1985—1990 годах был депутатом Верховного Совета БССР XI созыва. В 1989—1991 годах являлся народным депутатом СССР. Член КПСС (1964—1991).
В 1975 году Владимир Гончарик поступил в аспирантуру Академии общественных наук при ЦК КПСС, которую закончил через год, защитив кандидатскую диссертацию и став кандидатом экономических наук.

#### Руководитель профсоюзов
В 1986 году Владимир Гончарик стал главой республиканского совета профсоюзов, а позже — главой Федерации профсоюзов Беларуси. Профсоюзная работа в советское время всегда ассоциировалась с политической ссылкой, поэтому предложение Слюнькова возглавить профсоюзы была воспринята Гончариком без особо удовольствия: ему тогда было всего 46 лет.
Некоторые руководители компартии понимали, что необходимы некоторые реформы в профсоюзах, и назначая Гончарика, надеялись, что он их там осуществит. Ему этого не удалось, и после распада СССР профсоюзы остались довольно формальной организацией без какого-либо влияния в стране.
Новая власть, сформированная после президентских выборов 1994 года, не видела каких-то изменений в профсоюзном движении. Наоборот, стремилось сохранить старое положение дел, но и взять всё, что происходит, под свой контроль. Демонстрации и 100-тысячные митинги 1991 года были ещё свежи в памяти, и напоминали, какими могут быть протесты рабочих. Поэтому любые протестные акции профсоюзного движения жёстко пресекались, а после забастовки работников метрополитена в 1995 году прекратились вовсе.

#### Дальнейшая деятельность
Гончарик за свое выдвижение собрал 123 304 подписей и так он стал единым кандидат от оппозиции на президентских выборах в Беларуси 2001 года. По результатам выборов Гончарик набрал по официальным данным 15,65 % голосов и таким образом проиграл Александру Лукашенко, набравшему 75,65 % голосов избирателей.
После выборов уехал в Москву, вернувшись в Беларусь лишь в 2004 году, принимал участия в акциях протеста организованных оппозиций после референдума. На выборах 2006 года поддержал кандидатуру Александра Козулина. До начала 2010-х годов периодический печатался в оппозиционный прессе со статьями критикующими Александра Лукашенко. В настоящее время на пенсии, не ведет никакой политической и общественной деятельности.

## Награды
- орден Дружбы народов;
- медаль «За трудовую доблесть»;
- медаль «За доблестный труд. В ознаменование 100-летия со дня рождения В. И. Ленина».